# Нагоја
Нагоја (јап. 名古屋市) град је у Јапану у префектури Аичи. Према попису становништва из 2005. године у граду је живело 2.215.031 становника. Нагоја је четврти по броју становника град у Јапану. Налази се на пацифичкој обали у региону Чубу на централном делу острва Хоншу. Овај град је једна од најзначајнијих јапанских лука. Центар је конурбације Чукио која има 8,74 милиона становника.

## Географија

### Клима
| Клима Нагоје (1991−2020 нормале, екстреми 1890−садашњост) | Клима Нагоје (1991−2020 нормале, екстреми 1890−садашњост) | Клима Нагоје (1991−2020 нормале, екстреми 1890−садашњост) | Клима Нагоје (1991−2020 нормале, екстреми 1890−садашњост) | Клима Нагоје (1991−2020 нормале, екстреми 1890−садашњост) | Клима Нагоје (1991−2020 нормале, екстреми 1890−садашњост) | Клима Нагоје (1991−2020 нормале, екстреми 1890−садашњост) | Клима Нагоје (1991−2020 нормале, екстреми 1890−садашњост) | Клима Нагоје (1991−2020 нормале, екстреми 1890−садашњост) | Клима Нагоје (1991−2020 нормале, екстреми 1890−садашњост) | Клима Нагоје (1991−2020 нормале, екстреми 1890−садашњост) | Клима Нагоје (1991−2020 нормале, екстреми 1890−садашњост) | Клима Нагоје (1991−2020 нормале, екстреми 1890−садашњост) | Клима Нагоје (1991−2020 нормале, екстреми 1890−садашњост) |
| Показатељ \ Месец                                         | .Јан.                                                     | .Феб.                                                     | .Мар.                                                     | .Апр.                                                     | .Мај.                                                     | .Јун.                                                     | .Јул.                                                     | .Авг.                                                     | .Сеп.                                                     | .Окт.                                                     | .Нов.                                                     | .Дец.                                                     | .Год.                                                     |
| --------------------------------------------------------- | --------------------------------------------------------- | --------------------------------------------------------- | --------------------------------------------------------- | --------------------------------------------------------- | --------------------------------------------------------- | --------------------------------------------------------- | --------------------------------------------------------- | --------------------------------------------------------- | --------------------------------------------------------- | --------------------------------------------------------- | --------------------------------------------------------- | --------------------------------------------------------- | --------------------------------------------------------- |
| Апсолутни максимум, °C (°F)                               | 21,0 (69,8)                                               | 23,5 (74,3)                                               | 25,8 (78,4)                                               | 30,5 (86,9)                                               | 34,8 (94,6)                                               | 35,8 (96,4)                                               | 39,6 (103,3)                                              | 40,3 (104,5)                                              | 38,0 (100,4)                                              | 32,7 (90,9)                                               | 27,2 (81)                                                 | 22,6 (72,7)                                               | 40,3 (104,5)                                              |
| Максимум, °C (°F)                                         | 9,3 (48,7)                                                | 10,5 (50,9)                                               | 14,5 (58,1)                                               | 20,1 (68,2)                                               | 24,6 (76,3)                                               | 27,6 (81,7)                                               | 31,4 (88,5)                                               | 33,2 (91,8)                                               | 29,1 (84,4)                                               | 23,3 (73,9)                                               | 17,3 (63,1)                                               | 11,7 (53,1)                                               | 21,1 (70)                                                 |
| Просек, °C (°F)                                           | 4,8 (40,6)                                                | 5,5 (41,9)                                                | 9,2 (48,6)                                                | 14,6 (58,3)                                               | 19,4 (66,9)                                               | 23,0 (73,4)                                               | 26,9 (80,4)                                               | 28,2 (82,8)                                               | 24,5 (76,1)                                               | 18,6 (65,5)                                               | 12,6 (54,7)                                               | 7,2 (45)                                                  | 16,2 (61,2)                                               |
| Минимум, °C (°F)                                          | 1,1 (34)                                                  | 1,4 (34,5)                                                | 4,6 (40,3)                                                | 9,7 (49,5)                                                | 14,9 (58,8)                                               | 19,4 (66,9)                                               | 23,5 (74,3)                                               | 24,7 (76,5)                                               | 21,0 (69,8)                                               | 14,8 (58,6)                                               | 8,6 (47,5)                                                | 3,4 (38,1)                                                | 12,3 (54,1)                                               |
| Апсолутни минимум, °C (°F)                                | −10,3 (13,5)                                              | −9,5 (14,9)                                               | −6,8 (19,8)                                               | −2,1 (28,2)                                               | 2,8 (37)                                                  | 8,2 (46,8)                                                | 14,0 (57,2)                                               | 14,4 (57,9)                                               | 9,5 (49,1)                                                | 1,5 (34,7)                                                | −2,7 (27,1)                                               | −7,2 (19)                                                 | −10,3 (13,5)                                              |
| Количина падавина, mm (in)                                | 50,8 (2)                                                  | 64,7 (2,547)                                              | 116,2 (4,575)                                             | 127,5 (5,02)                                              | 150,3 (5,917)                                             | 186,5 (7,343)                                             | 211,4 (8,323)                                             | 139,5 (5,492)                                             | 231,6 (9,118)                                             | 164,7 (6,484)                                             | 79,1 (3,114)                                              | 56,6 (2,228)                                              | 1.578,9 (62,161)                                          |
| Количина снега, cm (in)                                   | 4 (1,6)                                                   | 5 (2)                                                     | 0 (0)                                                     | 0 (0)                                                     | 0 (0)                                                     | 0 (0)                                                     | 0 (0)                                                     | 0 (0)                                                     | 0 (0)                                                     | 0 (0)                                                     | 0 (0)                                                     | 3 (1,2)                                                   | 12 (4,7)                                                  |
| Дани са падавинама (≥ 0.5 mm)                             | 6,3                                                       | 7,2                                                       | 9,8                                                       | 10,4                                                      | 10,7                                                      | 12,7                                                      | 13,0                                                      | 9,4                                                       | 11,9                                                      | 10,0                                                      | 7,0                                                       | 7,5                                                       | 115,9                                                     |
| Релативна влажност, %                                     | 64                                                        | 60                                                        | 58                                                        | 59                                                        | 64                                                        | 71                                                        | 73                                                        | 69                                                        | 70                                                        | 68                                                        | 66                                                        | 66                                                        | 66                                                        |
| Сунчани сати — месечни просек                             | 174,5                                                     | 175,5                                                     | 199,7                                                     | 200,2                                                     | 205,5                                                     | 151,8                                                     | 166,0                                                     | 201,3                                                     | 159,6                                                     | 168,9                                                     | 167,1                                                     | 170,3                                                     | 2.141                                                     |
| UV индекс                                                 | 2                                                         | 4                                                         | 6                                                         | 7                                                         | 9                                                         | 10                                                        | 10                                                        | 10                                                        | 8                                                         | 6                                                         | 3                                                         | 2                                                         | 6,4                                                       |
| Извор: Japan Meteorological Agency                        |                                                           |                                                           |                                                           |                                                           |                                                           |                                                           |                                                           |                                                           |                                                           |                                                           |                                                           |                                                           |                                                           |

## Историја
Оснивач Нагоје је Ода Нобухиде, отац ујединитеља Јапана, Оде Нобунаге. Нобухиде је око 1538. заузео мало дрвено утврђење на месту данашњег града, у то време у средишту провинције Овари, и подигао замак Нагоја, око кога се убрзо развило насеље. Замак и град је 1552. наследио Ода Нобунага, и до 1554. био је његова престоница. Замак је проширен у периоду Токугава (1600-1868) и већим делом уништен у Другом светском рату, али је обновљен после рата.

## Становништво
Према подацима са пописа, у граду је 2005. године живело 2.215.031 становника.
| 1995.     | 2000.     | 2005.     |
| --------- | --------- | --------- |
| 2.152.184 | 2.171.557 | 2.215.031 |

## Спорт
Нагоја има фудбалски клуб Нагоја грампус.

## Градови побратими
- Лос Анђелес, Калифорнија, САД
- Мексико Сити, Мексико
- Сиднеј, Аустралија
- Торино, Италија